# Cefe y Los Gigantes
Cefe y Los Gigantes fueron una banda española de rock surgida en Madrid a finales de 1963. A pesar de su corta existencia y exigua discografía, son uno de los grupos más reivindicados en los últimos años por los aficionados al pop y al rock español de los sesenta.

## Biografía
A finales de 1963 Ceferino Feito (voz), Rodrigo Alcaraz (guitarra solista), Gonzalo González (bajo), Carlos (batería) y Diego Lillo (guitarra rítmica), admiradores de los nuevos sonidos beat que llegan del Reino Unido montan un combo al que bautizan Cefe y Los Gigantes. Durante ese primer año y todo el siguiente (1964) se dedican a tocar en el extenso circuito de clubs, boites y locales madrileños; hasta que el joven productor Alain Milhaud, francés afincado en España, los ficha para el sello Columbia (una discográfica española que no debe ser confundida con la multinacional del mismo nombre).
Su estilo, un beat depurado y luminoso, con algunas influencias del rhythm and blues, es un perfecto equivalente español al que practican bandas británicas como The Beatles, The Dave Clark Five, The Searchers o The Hollies. Durante el nuevo año (1965) publican dos EP con los que alcanzan cierta popularidad en el panorama musical español. 
A principios de 1966, Ceferino Feito debe cumplir el servicio militar obligatorio lo que provoca la disolución del grupo. No sin antes haber intentado seguir adelante (durante unas semanas) con la incorporación como vocalista del luego famoso Camilo Sesto.
Parte de la banda terminó integrándose en Los Botines (otro grupo beat madrileño). Cuando Ceferino Feito termina sus deberes militares, inicia una carrera musical en solitario (más orientada hacia el pop melódico y comercial) bajo el nombre de Daniel Velázquez, con la que conocerá el éxito a nivel nacional entre finales de los 60 y los primeros años 70. Como grupo de acompañamiento contará con algunos antiguos compañeros de Los Gigantes.

## Discografía
- EP: "Sin rencor / Amigos míos / No me lo recuerdes / El juego del amor" (Columbia, 1965).
- EP: "Gritaré / No es verdad / Mientes / Tu imagen" (Columbia, 1965).
- Álbum - Recopilatorio (junto a Los Shakers, Los Buitres, The New Group y Sam Alver): Una saga del rock madrileño (Rama Lama, 2015).